# Xã Weber, Quận McPherson, Nam Dakota
Xã Weber (tiếng Anh: Weber Township) là một xã thuộc quận McPherson, tiểu bang Nam Dakota, Hoa Kỳ. Năm 2010, dân số của xã này là 156 người.